# 勒亨特 (堪薩斯州)
勒亨特（英語：Le Hunt）是位於美國堪薩斯州蒙哥馬利縣的一個鬼鎮。

## 地理
勒亨特所處的海拔為高於海平面244米（即801英呎），而該地所採用的時區為UTC-6，即北美中部時區（CST）。同時該地設有夏令時間，為UTC-6調快一小時，即UTC-5（CDT）。